# ロバート・キングスミル
初代準男爵サー・ロバート・ブライス・キングスミル（Sir Robert Brice Kingsmill, 1st Baronet, 1730年 - 1805年11月23日）は、イギリス海軍の士官である。七年戦争、アメリカ独立戦争、そしてフランス革命戦争とナポレオン戦争に従軍し、軍歴は60年近くにも及んだ。ホレーショ・ネルソンの親友でもあった。西インド諸島でジョージ・ブリッジズ・ロドニーと共に任務に就いたが、戦闘で負傷し、1778年のウェサン島の海戦では、オーガスタス・ケッペルの艦隊の一員として参戦した。また、下院議員として政治にも足を踏み入れたが、戦争が勃発するたびにそれを投げ打って海軍の任務に就いた。1793年、フランス革命戦争の勃発の頃に将官となり、キングスミルはアイルランド沿岸の最高司令官として数度にわたるフランスのアイルランド侵攻や反乱の扇動を撃退した。1805年11月23日、シドモントンコートで没した。晩年は準男爵に叙せられ、最終階級は青色大将だった。

## 海軍入隊と家族
キングスミルは、ベルファストのキャッスル・チチェスターで、イギリス海軍大佐のチャールズ・ブライスと妻メアリーの息子として生まれた。元々の名はロバート・ブライスだった。1746年10月29日に、父の後を追って海軍に入隊し、14門スループ船のスピードウェルの熟練船員となった。数年間スピードウェルで任務に就いた後、1748年10月3日に士官候補生となり、1754年7月5日に海尉試験に合格して、1756年4月29日に委任状を受けた。七年戦争の勃発により、ブライスはさらに昇進の機会を得、1761年2月には、やはりスループ船のスワローの艦長兼指揮官となって、この年の7月3日にフランスの私掠船スルタンを拿捕し、自らの地位を確固たるものとした。その後まもなく臼砲艦バシリスクに異動した。この時期に一度本国に呼び戻され、ジョージ3世と結婚予定の、メクレンブルク＝シュトレーリッツのシャルロッテ公女と、その随行員を送り届けるためのヨットに乗務した。この航海は激しい嵐のためなかなか進めなかったが、すべてのヨットと海軍軍人たちは無事にメクレンブルク＝シュトレーリッツに到着した。その後ブライスはバシリスクに戻り、ロドニーと西インド諸島へ向かい。マルティニークとセントルシアへの急襲の支援を行ったが、ブライスはこの時に負傷した。
軍功への見返りとして、ブライスは1762年5月26日、ポストキャプテン（肩書のみでなく職権を有する海軍大佐）に昇進した。また、28門の6等艦クレセントの指揮を命じられた。その後西インド諸島に戻り、七年戦争が終結した1764年までそこに滞在してからイギリスに戻った。1766年頃にエリザベス・コリーと結婚した。エリザベスは、ハンプシャーのシドモントンコートを、その年の1月8日に亡くなったおじから土地を受け継いでいた。ブライスはいったん海軍を退役し、戦争のない日々を、新しく得た富と地位を満喫しながら過ごした。

## 現役への復帰と政界進出

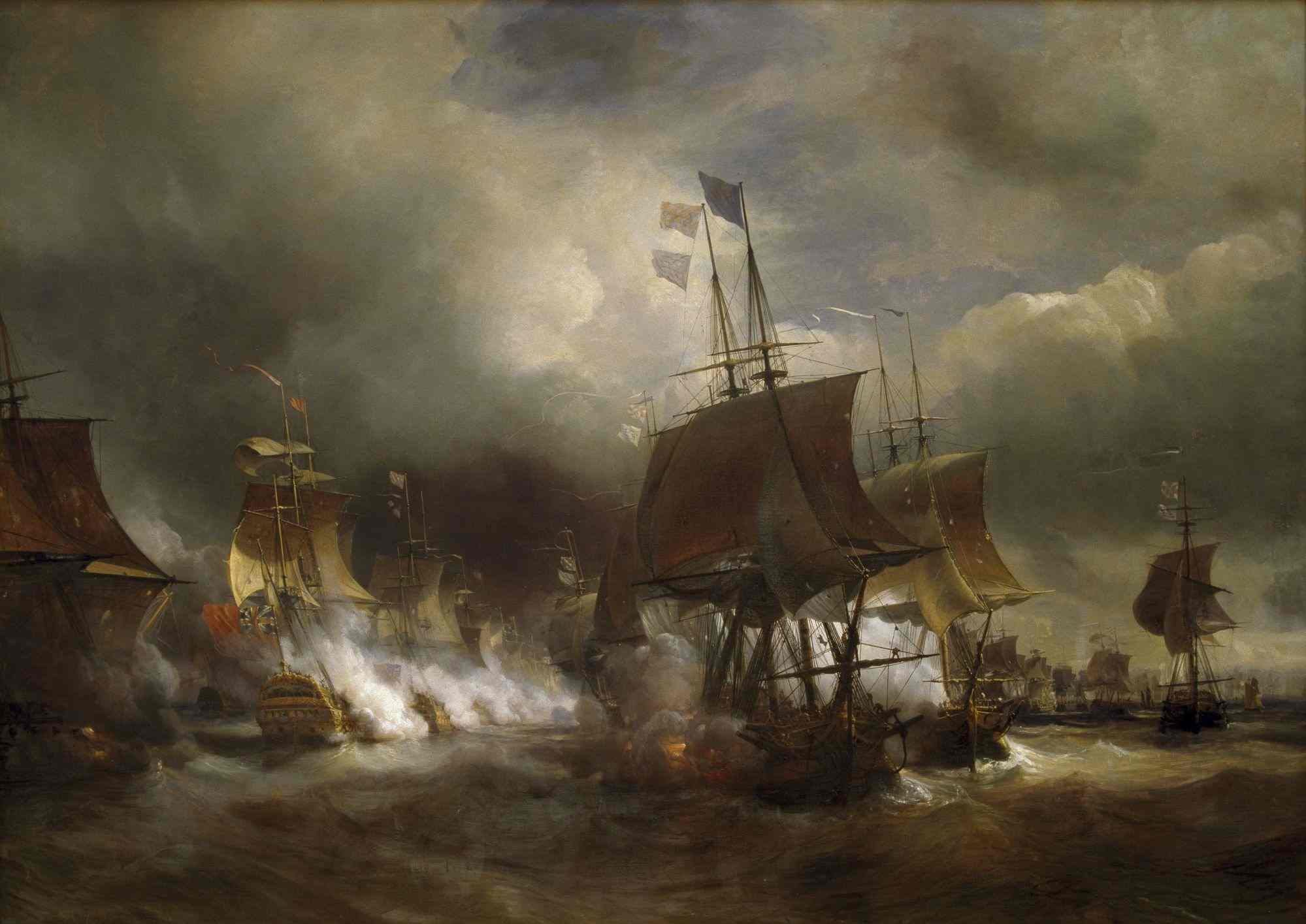
ウェサン島の海戦

1778年、アメリカ独立戦争でフランスとの交戦となり、ブライス改めキングスミルは海軍に戻った。ヴィジラントの指揮を任され、1778年のウェサン島の海戦では、オーガスタス・ケッペル提督の艦隊の一員となった 。この勝敗ははっきりせず、戦後、キングスミルを含む士官の指揮を巡って議論と陰謀がうずまき、キングスミル自身にもはね返って来た。西インド諸島での任務を託されたが、指揮官を辞することでそれを断った。
キングスミルは、この退役を利用して政界入りをした。庶民院（グレートブリテン王国時代）にワイト島のヤーマス選挙区から出馬したが、議員生活はわずか1年だった。彼の道楽半分な議員生活のため、高い地位の人々の多くが敵にまわり、乗るべき艦のないまま就役を待機し、その後74門3等艦のエリザベスに乗った。リチャード・ハウ提督のジブラルタル救援に参戦するには時間がなく、その代わりにインドへ出港予定の援軍輸送の任務を引き受け、74門のグラフトン、64門のユーロパ、32門のイフィゲニアを連れて援軍を輸送した。1783年の1月17日に出港したが、ビスケー湾を航海している途中に激しい強風に遭い、かなりの損失を被って、スピットヘッドまで戻らざるを得なかった。船を修理に出す前に、キングスミルはパリ条約が署名され、戦争が終わったことを知った。もはやインドまでの援軍は必要なかった。しかしエリザベスは引き続き護衛艦として就役し、キングスミルはこの艦の指揮官として3年間配属された。

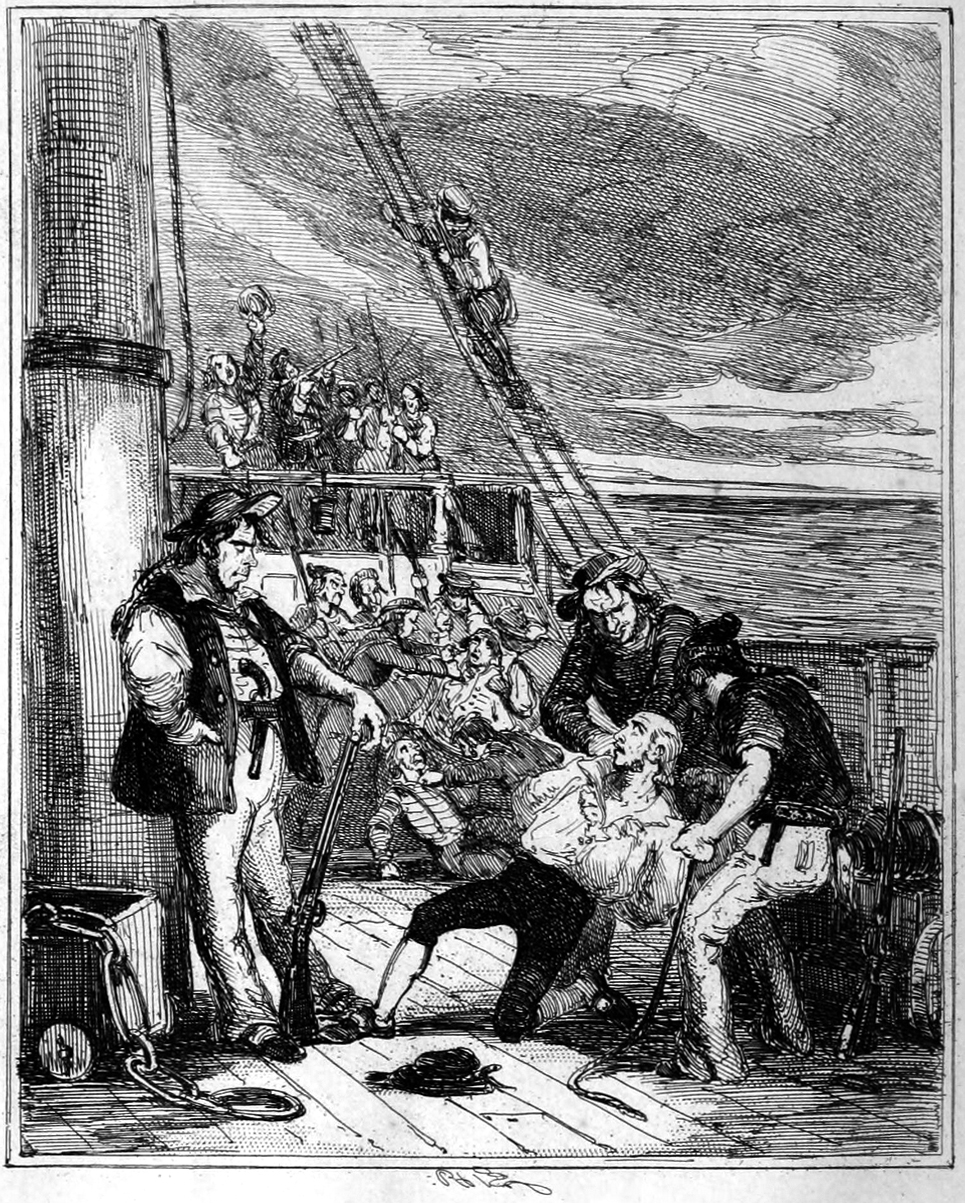
バウンティ号の反乱

議員生活再開の機会を得たキングスミルは、トレゴニーの選挙区から立ち、1790年まで議員をつとめた。議会で発言することはなかったようだが、記録によれば、1785年の改正法案でウィリアム・ピットに一票を投じている。しかしキングスミルは1788年から1789年の摂政危機の間、ピットと反目し、リッチモンド公爵チャールズ・レノックスの1786年の砦強化計画にも反対していた。1790年のヌートゥカ危機でキングスミルの議員生活は終わりをつげた、90門艦デュークの指揮官として現役に復帰したからだった 。外洋に出る前に危機は過ぎ去り、キングスミルはデュークを退役させ、再び準引退生活に入った。1790年の10月、彼は軍法会議の裁判員の一人としてバウンティ号の反乱事件に関与することとなった。

## フランス革命戦争

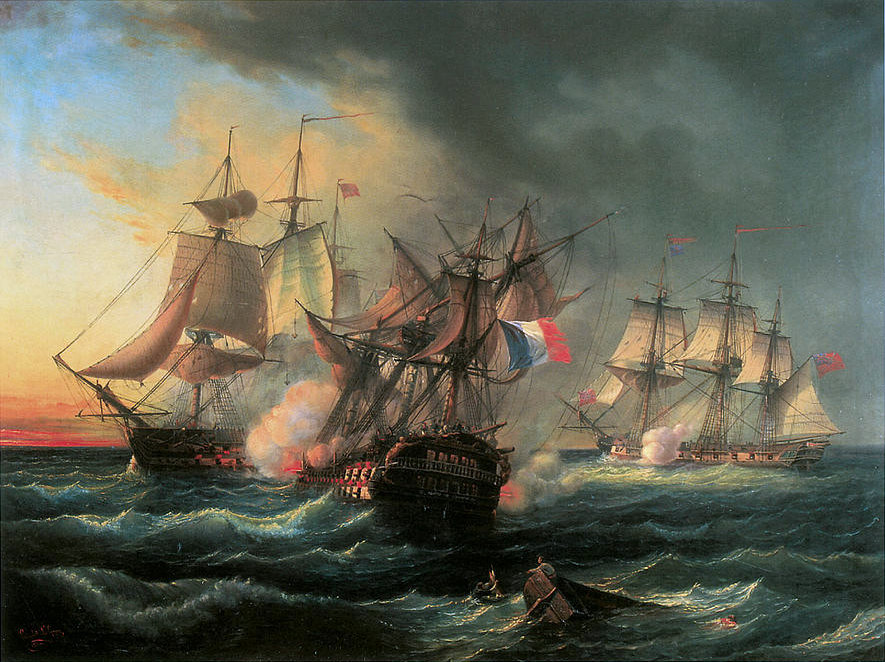
フランスのアイルランド侵攻中における、1797年1月13日の海戦

1793年2月1日、革命後のフランスとの戦争の勃発により、海軍士官は一斉に昇進を受けた。キングスミルは白色少将となり、指揮官としての経験が比較的少なかったにもかかわらず、アイルランドの基地で任務に就いた。彼の艦隊には2隻の戦列艦、7隻のフリゲート艦そして4隻の小型艦がいて、アイルランド近海で群がってくる敵艦とすばやく戦えるように配置した。1794年、白色中将に昇進し、複数の私掠船とフランスの補給艦を拿捕して富を得続けた。
1796年、キングスミルは引き続き基地にとどまり、フランスのアイルランド遠征に完勝した。ブレストから来た、ジュスタン・ボナヴァンテュール・モラール・ド・ガル提督率いるフランス主力軍は、ジョン・コルポイズ提督指揮下のイギリス軍艦地の封鎖をかわしながら、ユナイテッド・アイリッシュメンが蜂起するであろうという期待のもと、陸軍の支援にアイルランドへと向かった。キングスミルは、自軍が、フランス軍と展開戦を交わすには人数が少ないことを承知していたが、フランス艦隊を尾行し、最終的にフランス軍は大風によって散らされ、なんとかフランスへと退却しえた。このことは、アイルランドに危険が迫っていることと、キングスミルの艦隊がいかに重要であるかの証明となった。海軍本部はキングスミル艦隊への支援と物資の供給を急いだ。1798年5月、フランスが別の行動を企ててきた時のためにキングスミルは準備を整えていたが、主力軍はトーリー島の戦いでジョン・ボルラース・ウォーレンに壊滅させられ、フランスの脅威にはとどめがさされた。

## 退役と晩年

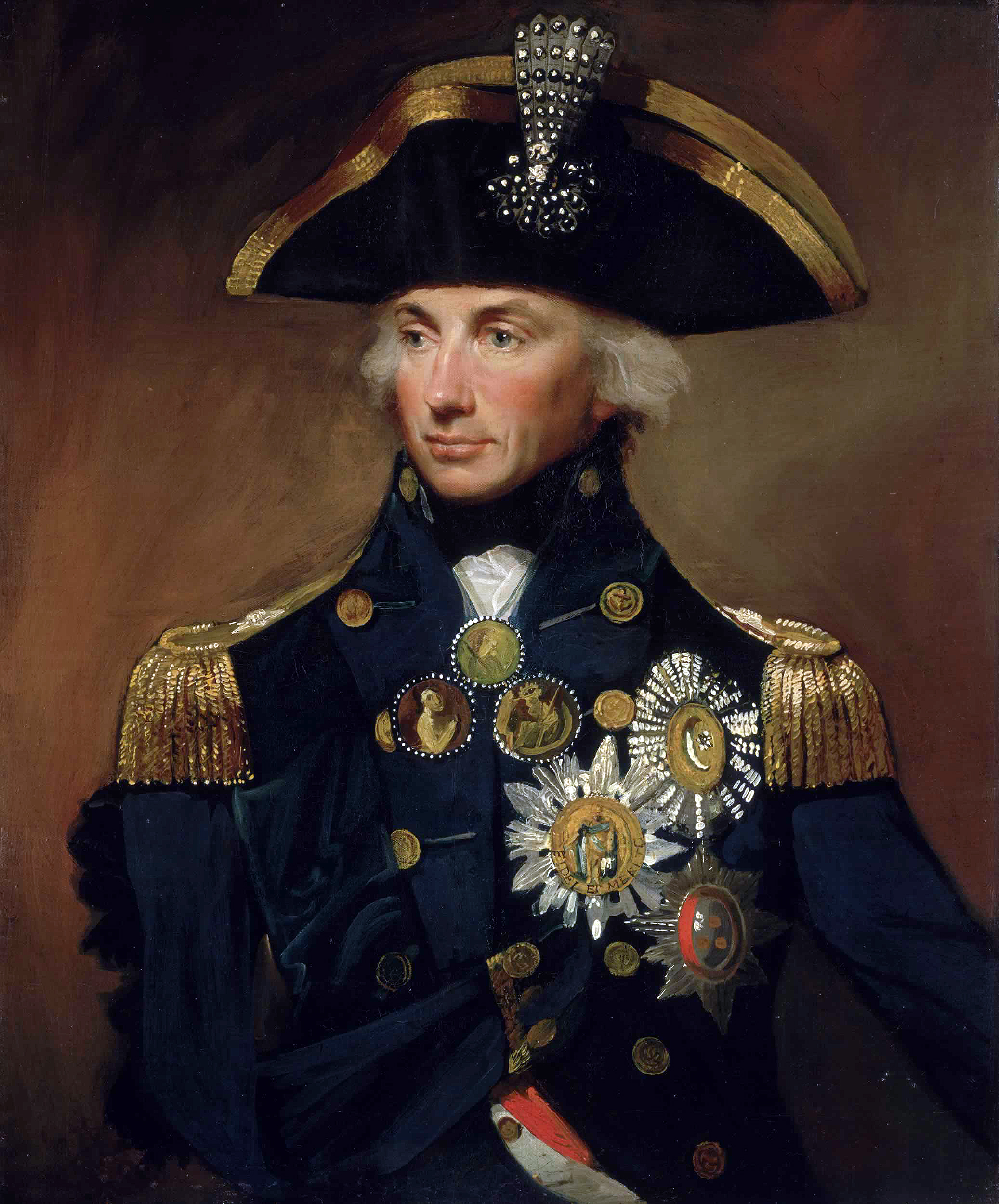
ホレーショ・ネルソン

キングスミルはその後も基地の運営に努め、1799年2月14日、青色大将に昇進した。キングスミルは早くも1798年の2月には、海軍卿のスペンサー伯ジョージ・スペンサーに退役を願い出ていたが、その申し出がやっと聞き入れられたのは、1800年も終わりに向かう頃だった。彼は正式に引退し、アラン・ガードナーが後を引き継いだ。
1800年11月24日、キングスミルは長年の軍人生活への感謝として、ジョージ3世から準男爵に叙せられた。退役後はシドモントンで暮らし、1805年に75歳でそこで没した。それまでに60年近い海軍士官の生活をしており、4つの主だった戦争に参戦していた。キングスミルには子供がおらず、準男爵の爵位は甥のロバートが継いだまた、同時期に任務に就いていた者同士として、キングスミルとホレーショ・ネルソンは親友となり、1805年10月21日の、トラファルガーの海戦でのネルソンの死までその友情は続いた。